# Kunshan Zuqiu Julebu
Il Kunshan Zuqiu Julebu (昆山足球俱乐部S) era una squadra di calcio cinese fondata il 12 dicembre 2014 con sede nella città di Kunshan, partecipante alla China League One.

## Storia
Lo Zhenjiang Huasa, i cui membri alla fondazione avvenuta il 12 dicembre 2014, erano principalmente fan in Cina del Barcellona. Huasa, che significa Barca cinese, era usato come il nome del club.
Hanno giocato nella China Amateur Football League 2016, vincendo la divisione provinciale di Jiangsu nello stesso anno. Lo Zhenjiang Huasa ha concluso al 6º posto nelle finali nazionali e ha vinto la promozione in China League Two 2017. Nel dicembre 2018, lo Zhenjiang Huasa si è trasferito a Kunshan e ha cambiato il proprio nome in Kunshan FC. Con il sostegno del Comitato municipale del partito di Kunshan e del governo municipale, oltre a finanziamenti privati, il club è stato in grado di ottenere stabilità, migliorare la propria posizione al 9 ° posto e ottenere un totale di 80310 fan con la più alta media di presenze (5534) alla fine della stagione del campionato 2019.

## Palmarès

### Competizioni nazionali
- China League One: 1

2022

### Altri piazzamenti
- China League One:

Terzo posto: 2020